# Giovanni Andrea Dalla Croce
Giovanni Andrea Dalla Croce, o Della Croce (Venezia, 1515 – Venezia, 1575), è stato un chirurgo, medico e anatomista italiano.

## Biografia
Giovanni Andrea Dalla Croce, è nato a Venezia nel 1514. Il padre Giuseppe Dalla Croce era un barbiere-chirurgo originario di Parma (Ducato di Milano), che si era trasferito a Venezia. Il cognome "Dalla Croce" o "Della Croce" deriva dalla località della parrocchia in cui la sua famiglia risiedeva, in linea con la consuetudine dell'epoca di attribuire nomi legati al luogo di residenza anziché ai cognomi di famiglia.
La giovinezza di Andrea Dalla Croce trascorse a Venezia, dove ricevette un'educazione in chirurgia sotto la guida del padre. Tuttavia, la sua formazione non si limitò alla sola chirurgia; egli dedicò tempo allo studio dei classici della letteratura e della medicina greca e araba, ampliando così il suo bagaglio di conoscenze e contribuendo alla sua futura carriera di chirurgo.
Dalla Croce iniziò la sua formazione medica giovanissimo, venendo accettato nel Collegio dei Chirurghi di Venezia nel 1532. Questo collegio era uno dei più prestigiosi del suo tempo. Durante la sua carriera, Giovanni Andrea della Croce ricoprì diverse cariche di prestigio all'interno del Collegio. Fu infatti eletto Priore per ben quattro anni: nel 1548, 1550, 1551 e 1558. Nonostante non risiedesse stabilmente a Venezia, continuò a svolgere lezioni e supervisionare operazioni chirurgiche, alcune delle quali furono eseguite in diverse parti d'Italia, tra cui Roma. Nel 1537, gli fu affidato il compito di riformare gli Statuti del Collegio, dimostrando il suo impegno per il progresso della professione medica.
Dal 1538 al 1546, Giovanni Andrea Dalla Croce esercitò a Feltre, dove fu formalmente nominato medico condotto. Durante questo periodo, la sua vita fu segnata da un evento tragico quando la sua sorella più giovane subì una violenza sessuale da parte di un nobile locale. Croce riuscì a farlo arrestare, ma il nobile riuscì poi a sfuggire alla giustizia. Questo evento lo spinse a lasciare Feltre.
Dal 1547, Giovanni Andrea Dalla Croce tornò a Venezia, dove svolse il ruolo di capo medico della flotta veneziana durante le guerre Ottomano-Veneziane terminate poi nel 1571 con la vittoria della Lega Santa nella battaglia navale di Lepanto. Ebbe anche un importante ruolo nei comitato di medici incaricati del controllo della peste. Morì probabilmente a Venezia durante l'epidemia di peste del 1575, venendo poi sepolto nella Chiesa di Santa Maria dell'Umiltà.
A lui è stato intitolato un ponte chiamato Ponte Giovanni Andrea da la Croce o Ponte de la Malvasia posto sul Rio San Cassan nel quartiere di Santa Croce/San Polo a Venezia.

## Opere di Giovanni Andrea Dalla Croce

### Trattato sulla Chirurgia MilitareeTrattato sulle Ferite(1560)
I primi due trattati di Giovanni Andrea Dalla Croce, il Trattato sulla Chirurgia Militare e il Trattato sulle Ferite, sono stati inclusi nel Compendium di Giovanni da Vigo nel 1560. Questi testi hanno rivestito un ruolo cruciale nell'istruzione e nella formazione dei chirurghi militari, fornendo preziose informazioni sul trattamento delle ferite di guerra e le tecniche chirurgiche dell'epoca.

### Chirurgiae Universalis Opus Absolutum(1573)
Nel 1573, Giovanni Andrea Dalla Croce pubblicò il trattato Chirurgiae Universalis Opus Absolutum in lingua latina. Questo lavoro rappresentava una vasta opera enciclopedica sulla chirurgia, che copriva una vasta gamma di argomenti medici e chirurgici dell'epoca. Il testo in latino è diventato una risorsa preziosa per la comunità medica e chirurgica dell'epoca.

### Cirurgia Universale e Perfetta di Tutte le Parti Pertinenti all'Ottimo Chirurgo(1574)
Nel 1574, Giovanni Andrea Dalla Croce ha pubblicato la sua opera più influente, il trattato Cirurgia Universale e Perfetta di Tutte le Parti Pertinenti all'Ottimo Chirurgo. Questo lavoro rappresentava un'espansione e una traduzione in volgare del suo trattato latino precedente, il Chirurgiae Universalis Opus Absolutum. Questa traduzione ha aperto le porte della comprensione della chirurgia non solo ai medici, ma anche ai barbieri-chirurghi e ai lettori che non erano versati nella lingua latina.
L'opera era composta da sette volumi, ciascuno dedicato a un'area specifica della chirurgia, copriva una vasta gamma di argomenti medici dell'epoca. Questi volumi includevano:
- Volume 1: Sei saggi che trattavano le cause, la localizzazione e la terapia dei tumori, comunemente chiamati "apostomes" all'epoca.

- Volume 2: Sette saggi dedicati ai traumi cranici, traumi facciali, traumi toracici e traumi addominali causati da frecce, punte e proiettili delle prime armi da fuoco.

- Volume 3: Cinque saggi che si concentravano sulle lesioni ulcerose.

- Volume 4: Due saggi dedicati alle dislocazioni e alle fratture delle ossa lunghe.

- Volume 5: Dodici saggi che coprivano una vasta gamma di argomenti, tra cui flebotomie, tecniche di parto, prolassi rettali, calcoli vescicali e terapie per la sifilide, tra gli altri.

- Volume 6: Due saggi dedicati agli antidoti.

- Volume 7: Questo volume descriveva tutti gli strumenti necessari alla pratica chirurgica, inclusi sia quelli antichi che quelli moderni.

## Approfondimenti sulChirurgiae universalis opus absolutum
Il Chirurgiae universalis opus absolutum, pubblicato a Venezia nel 1573, rappresenta un importante punto di svolta nella storia della chirurgia. Questo trattato fu il primo del suo genere a occuparsi in modo estensivo delle procedure neurochirurgiche, offrendo un'ampia e dettagliata panoramica di questa branca della chirurgia. L'opera si diffuse rapidamente in tutta Europa, venendo tradotta in francese e tedesco. Una delle caratteristiche distintive di questo trattato era la sua ricca illustrazione, un'innovazione di rilievo nel campo della chirurgia, paragonabile ai testi anatomici di Guido da Vigevano.

### Contributi alla neurochirurgia
Gran parte del lavoro di Giovanni Andrea Dalla Croce fu dedicato allo studio dei traumi cranici, con un'attenzione particolare ai danni causati da armi da fuoco, armi bianche e ferite depresse. Nel secondo volume del Chirurgiae universalis, ben 52 pagine sono interamente dedicate a questa problematica, che era di grande rilevanza sia nel contesto militare che in quello civile. Inoltre, Dalla Croce contribuì notevolmente all'evoluzione degli strumenti chirurgici, in particolare per quanto riguarda la trapanazione del cranio. Egli migliorò il trapano, chiamato vestibulo commune, ideando anche punte speciali, denominate terebri, per vari tipi di trapanazione. Inoltre, inventò una speciale siringa utilizzata per il drenaggio di liquidi dal torace, dimostrando così una visione innovativa nel campo dell'attrezzatura medica.

### Approccio pratico e multilinguismo
Un altro aspetto distintivo dell'opera di Dalla Croce è la sua capacità di fornire esempi pratici e descrizioni precise dei procedimenti chirurgici. Inoltre, fu il primo a compilare un elenco di sinonimi per i nomi delle malattie in greco, arabo e latino, facilitando così la comunicazione tra medici di diverse nazionalità e lingue. Questa innovativa inclusione di sinonimi contribuì notevolmente alla standardizzazione del linguaggio medico.

### Differenze dalle pratiche antiche
Mentre molte pratiche chirurgiche dell'epoca si basavano su tradizioni antiche, Dalla Croce si discostò da alcune di queste convenzioni. Ad esempio, diversamente dalla pratica tradizionale che suggeriva di aprire il cranio nel punto esatto della sutura cranica, egli raccomandava un approccio più mirato e preciso, dimostrando un approccio pragmatico alla chirurgia.

### Eredità e comparazioni con altri chirurghi
Il biografo di Giovanni Andrea Dalla Croce, Davide Giordano, lo definì l'"Ambroise Paré della Laguna" e l'"Ippocrate Italiano", riconoscendo così il suo ruolo di primo piano nella storia della chirurgia. Si ritiene che la prestampa del 1560 della sua opera abbia influenzato anche Ambroise Paré nel trattamento delle ferite di guerra. La sua opera lo colloca tra i principali chirurghi di guerra del suo tempo, in compagnia di figure illustri come Ambroise Paré, Hans von Gersdorff e Berengario da Carpi.
In conclusione, Giovanni Andrea Dalla Croce rappresenta una figura di grande rilevanza nella storia della chirurgia, grazie alle sue innovazioni, alla diffusione delle conoscenze chirurgiche e al suo approccio pragmatico alla pratica medica. Il suo Chirurgiae universalis opus absolutum rimane un monumento duraturo nel panorama della chirurgia rinascimentale e ha lasciato un'impronta indelebile nella storia della medicina.

## Scritti
- Due trattati nuovi, Venezia, Francesco Sansovino & C., 1560.